# Passion (Regina Belle)
Passion è il terzo album in studio della cantante statunitense Regina Belle, pubblicato nel 1993.

## Tracce
1. Interlude/Passion
2. Quiet Time
3. If I Could
4. Do You Wanna Get Serious
5. Dream in Color
6. My Man
7. The Deeper I Love
8. A Whole New World
9. Love
10. Heaven Is Just a Whisper Away
11. Tango in Paris
12. One Love